# Zoro Mettini

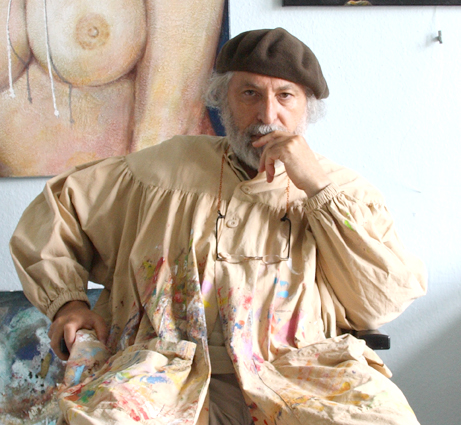
Zoro Mettini (2009)

Zoro Mettini, kurd.: Zoro Mettînî, (* 1. September 1949 in Amude, Syrien) ist ein kurdischer Kunstmaler und Bildhauer.

## Leben

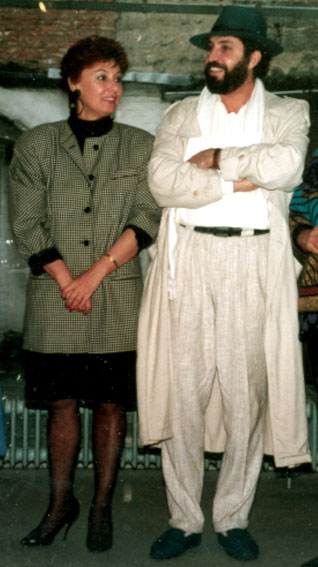
30 Jahre. Managerin und Lebensgefährtin, Birgit Vogt und Zoro Mettini 1990.

Zoro Mettini wurde in Syrien geboren. Wegen ihres politischen Engagements musste seine Familie 1964 in den Libanon emigrieren.
1969 begann Mettini an der Kunstakademie The Center of Fine Arts in Beirut bei H. Hamwie zu studieren. Er schloss mit dem Diplom als Kunstmaler und Bildhauer ab. Anschließend arbeitete er als Kunstlehrer. 1972 erhielt er im Wettbewerb mit mehr als hundert Künstlern den 2. Preis der Amerikanischen Kunstakademie. 1973 arbeitete er als Art-Director bei der Jugendzeitschrift Weekend und wurde Mitglied der Orientalischen Künstlerbewegung, deren Vorstand er ab 1974 angehörte. 1974 arbeitete er als Grafiker bei der Werbeagentur Worldtrade und war seit 1975 bis zu seiner Emigration bei Libanorama als Maler und Bildhauer tätig.
Seit 1976 lebt und arbeitet er in Berlin. Er ist Mitglied im Berufsverband Bildender Künstler und war von 1985 bis 1987 im Vorstand des Vereins der bildenden Künstler in Steglitz. Er arbeitet als Dozent an der Volkshochschule Steglitz für Malerei und Bildhauerei und war Mitarbeiter von Prof. Waldemar Grzimek, im Bereich Bildhauerei, Prof. Erich Fritz Reuter, im Bereich Bildhauerei, Henry Moore, im Bereich Bildhauerei Dr. Steffen Rehm, im Bereich Kunst Performance, Bernd Hüppauf, Professor für Kulturtheorie und Literatur an der New York University, im Bereich Kunst Performance, Cigerxwîn (kîne em), Dr. Nûredîn Zaza, im Bereich seine Büchergestaltung, Hemreş Reşo und Oscar-Preisträger Hans-Jürgen Kiebach, im Bereich Bühnenbild.
1987 wurde Zoro Mettini vom Kunstamt Steglitz bei einem Wettbewerb für ein Bühnenbild der erste Preis verliehen. 1972 wurden seine Arbeiten auf einer Gruppenausstellung angegriffen und zerstört. 1990 erhielt er einen Preis für seine Illustrationen zu Gedichten von Nikolaus Lenau.

## Ausstellungen (Poster)
Mettinis Bilder und Skulpturen wurden unter anderem in Beirut, London, Paris, Malmö, Helmstedt, Rotenburg, Hamburg, Berlin, München, Zürich und Lausanne ausgestellt.

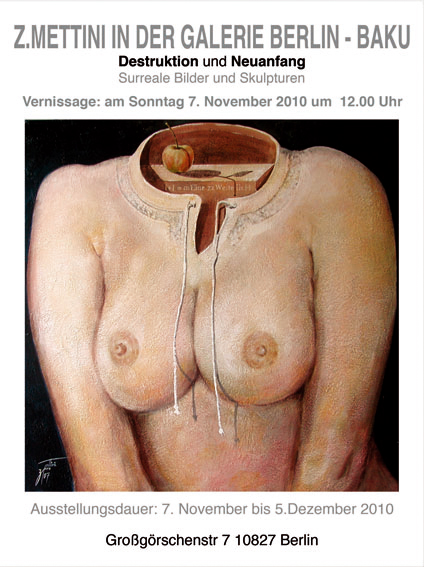
Galerie Berlin-Baku Destruktion und Neuanfang 2010
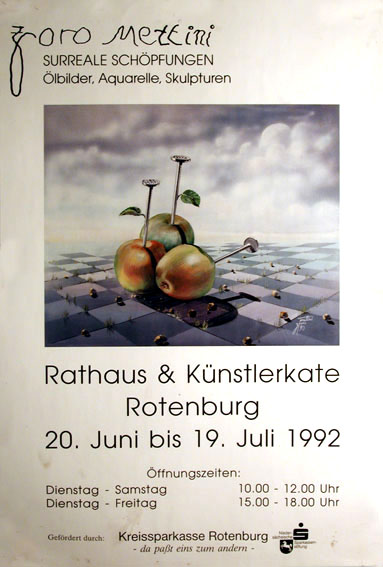
Surreale Schöpfungen Rathaus & Künstlerkarte Rotenburg 1992
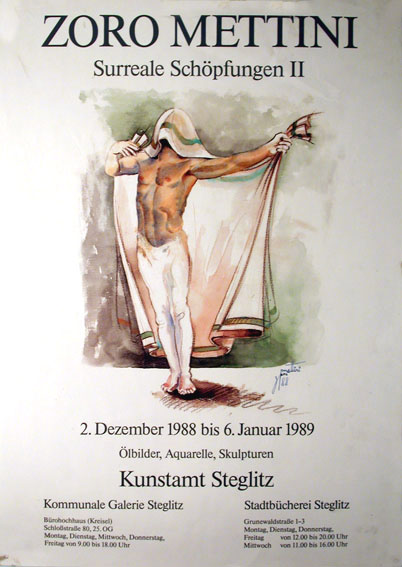
Surreale Schöpfungen Kunstamt Steglitz 1988–1989
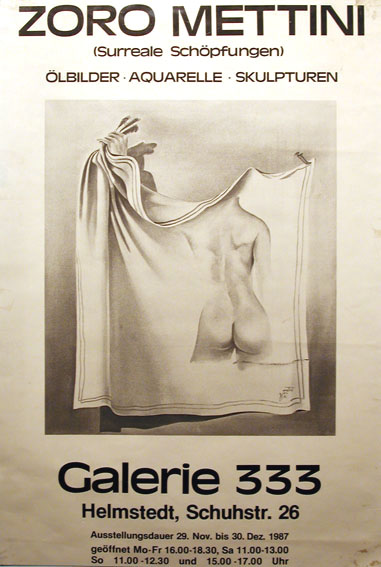
Galerie 333 Helmstedt, Surreale Schöpfungen 1987
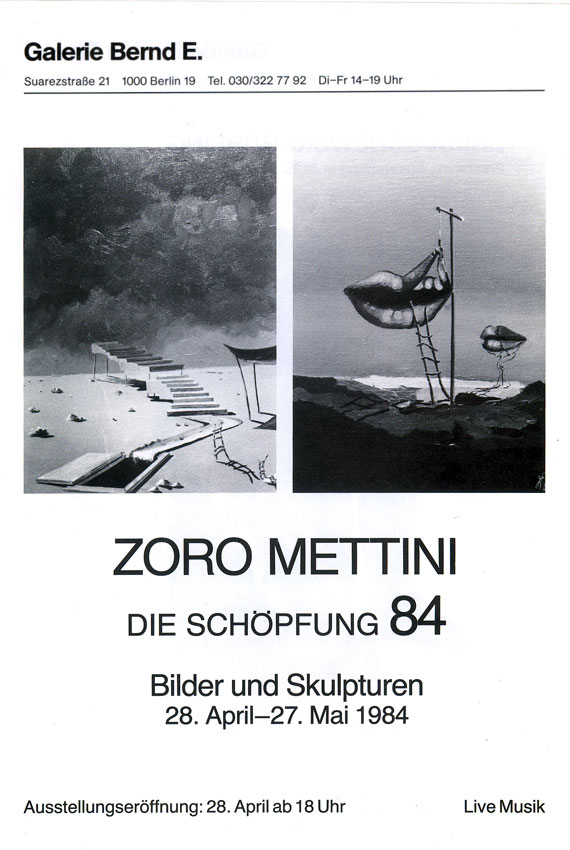
Galerie Bernd E, 1984

## Galerie

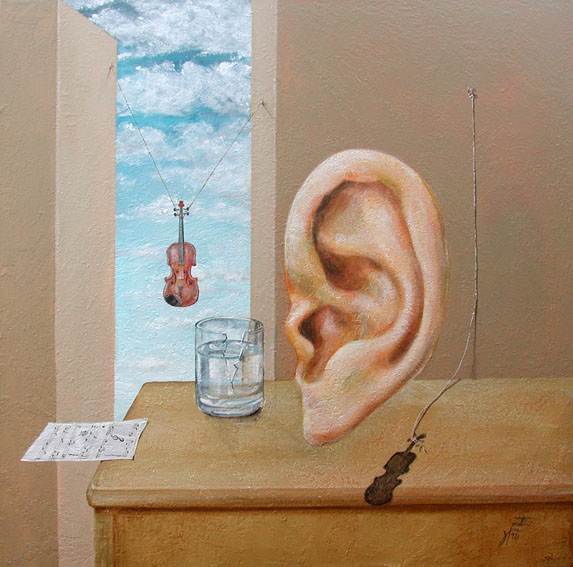
Die Euphonie in Beethovens „Neunter“ 2010
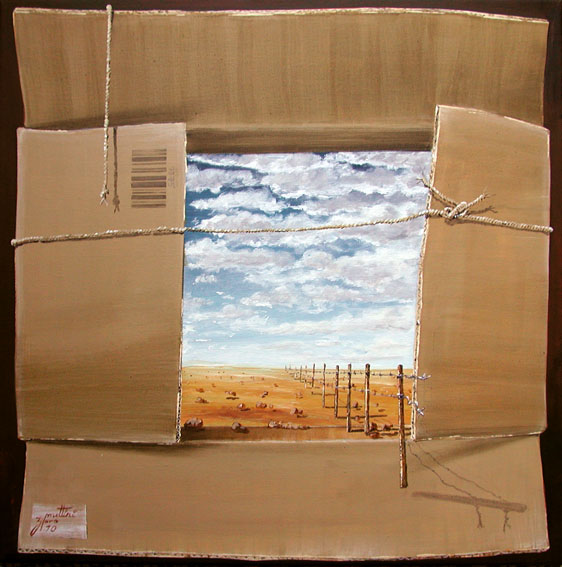
Umsiedlungskarton vom Orient zum Okzident 2010
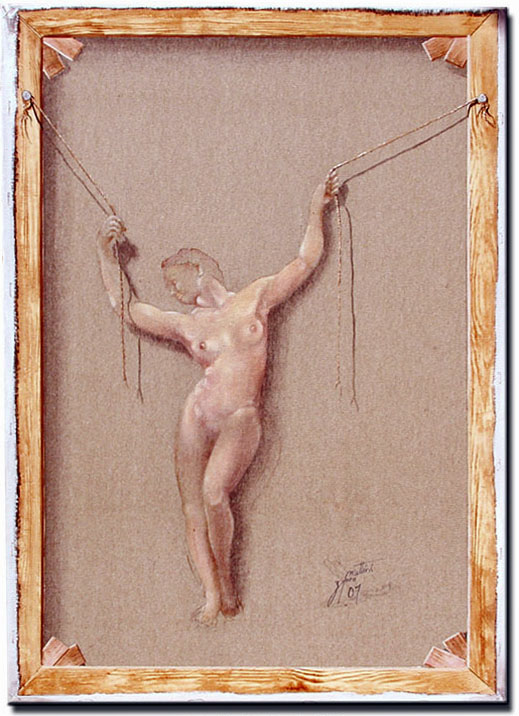
Girtî 2001
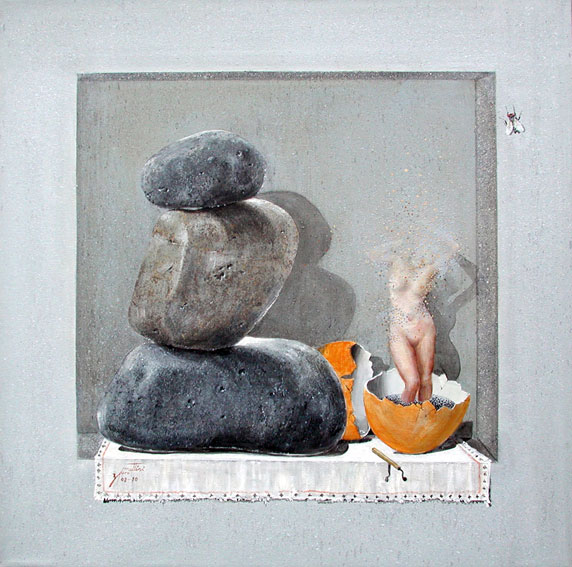
Antizipiert 2010
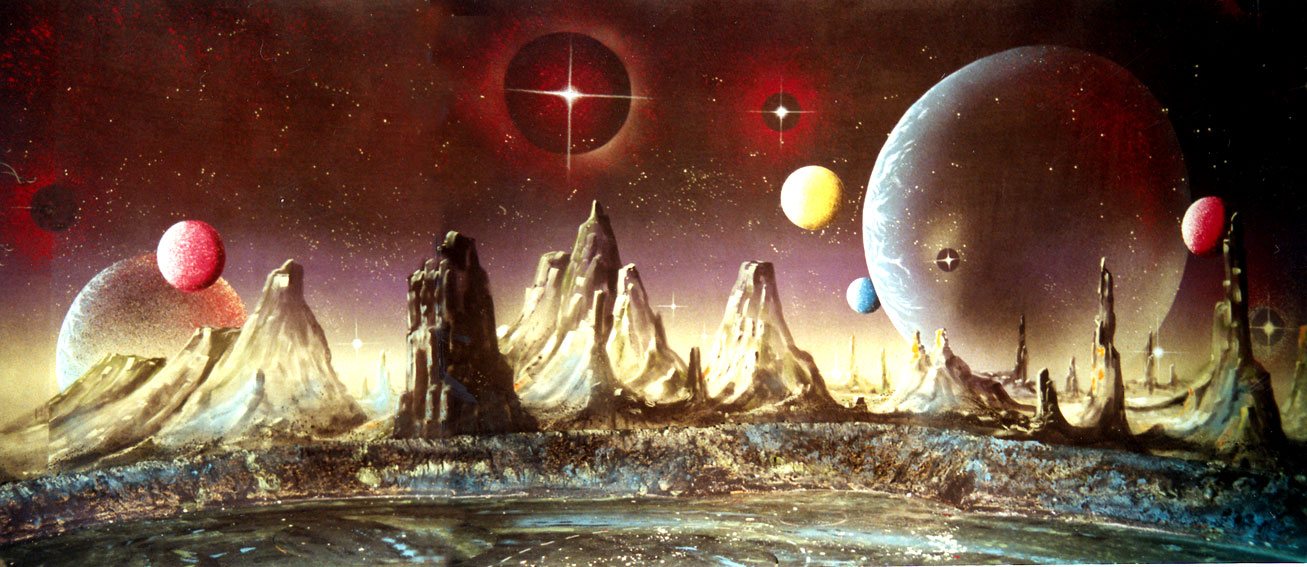
Die Planeten. (G. Holst)1995 70X15 Meter

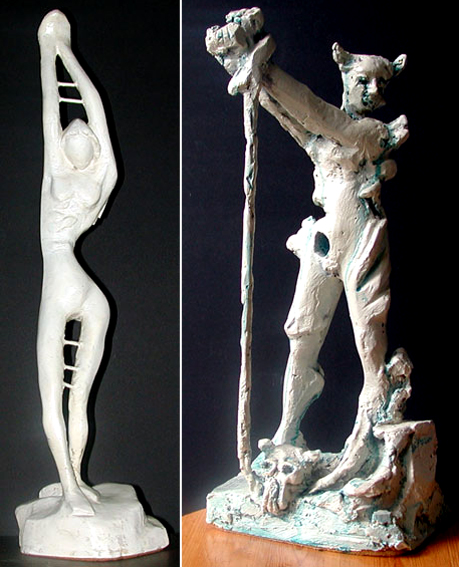
Die Suche nach Freiheit 1980 (Keramik)
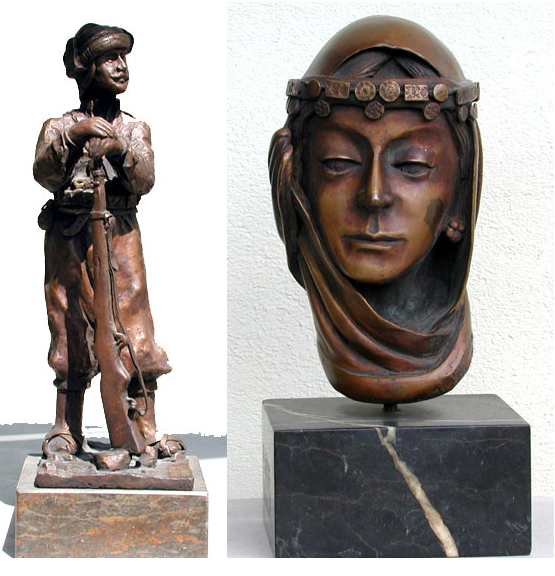
Çeto und Berivani 1978 (Bronze)
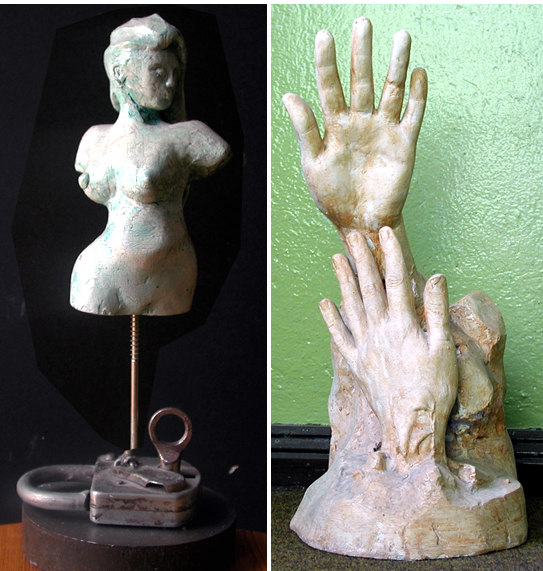
Die Gefangene 1979 und SOS 1994 (Keramik)
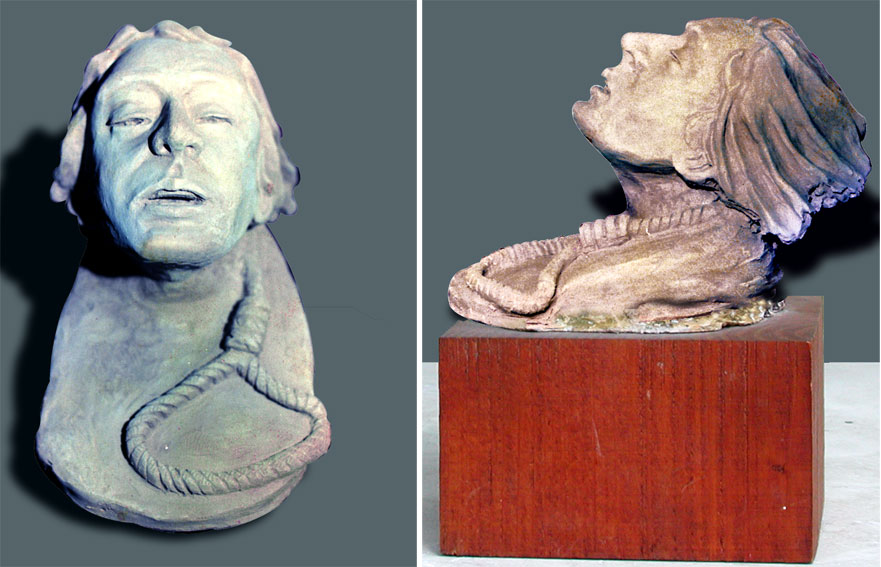
Leyla Qasim 1975
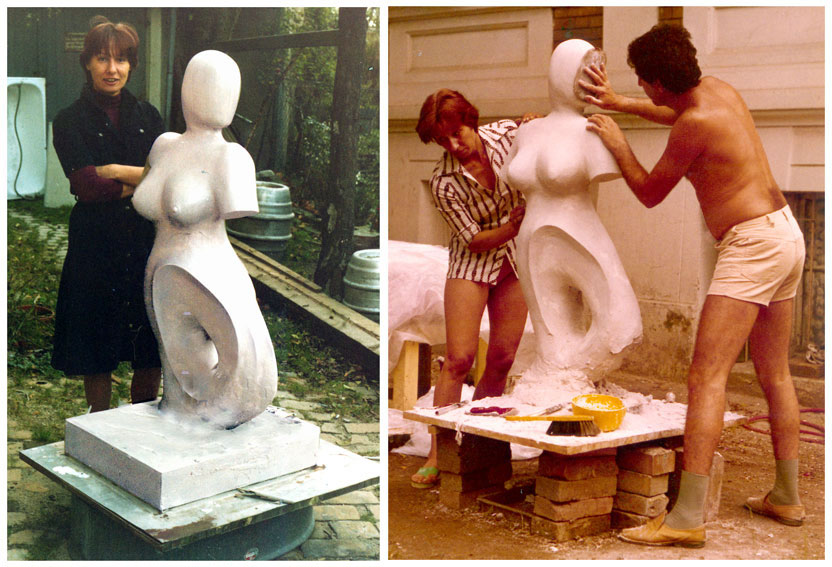
Mettini und seine Lebensgefährtin Birgit beim erschaffen der Skulptur Horizont II 1978